# كاشيما (إيباراكي)
كاشيما (باليابانية: 鹿嶋市 باندو-شي) هي مدينة تقع في محافظة إيباراكي، اليابان. تأسست المدينة في 1 سبتمبر 1995.

## معرض صور

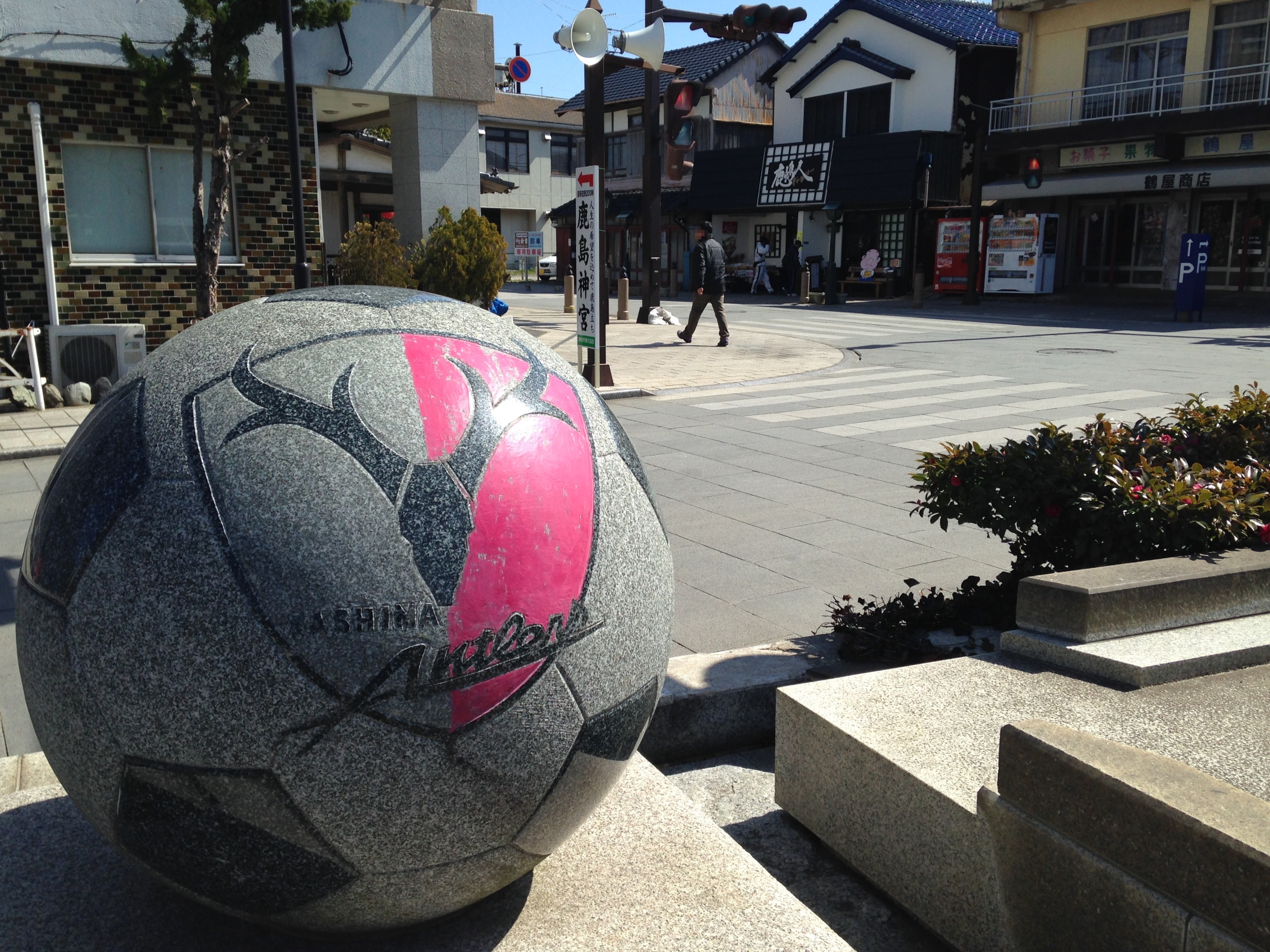
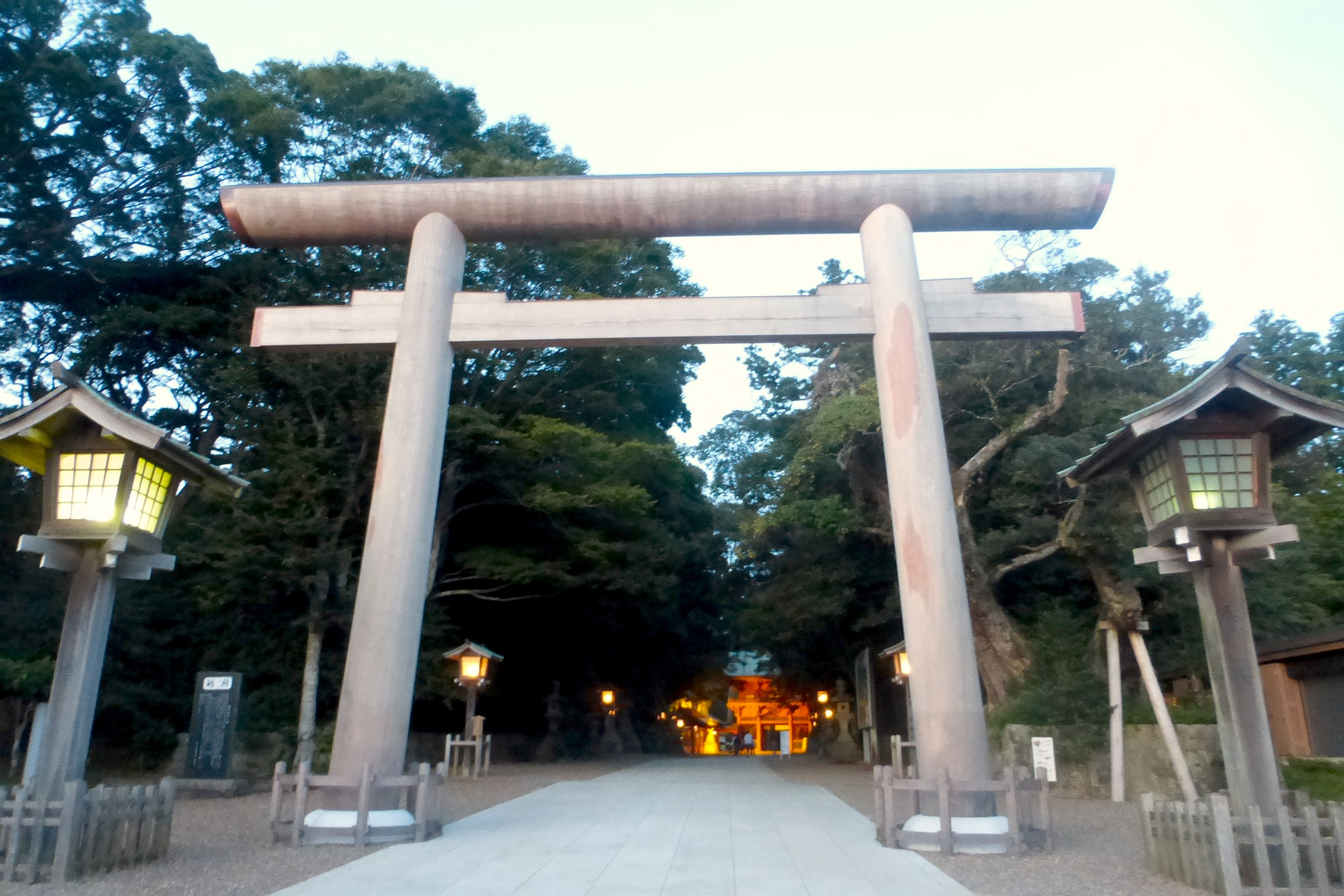
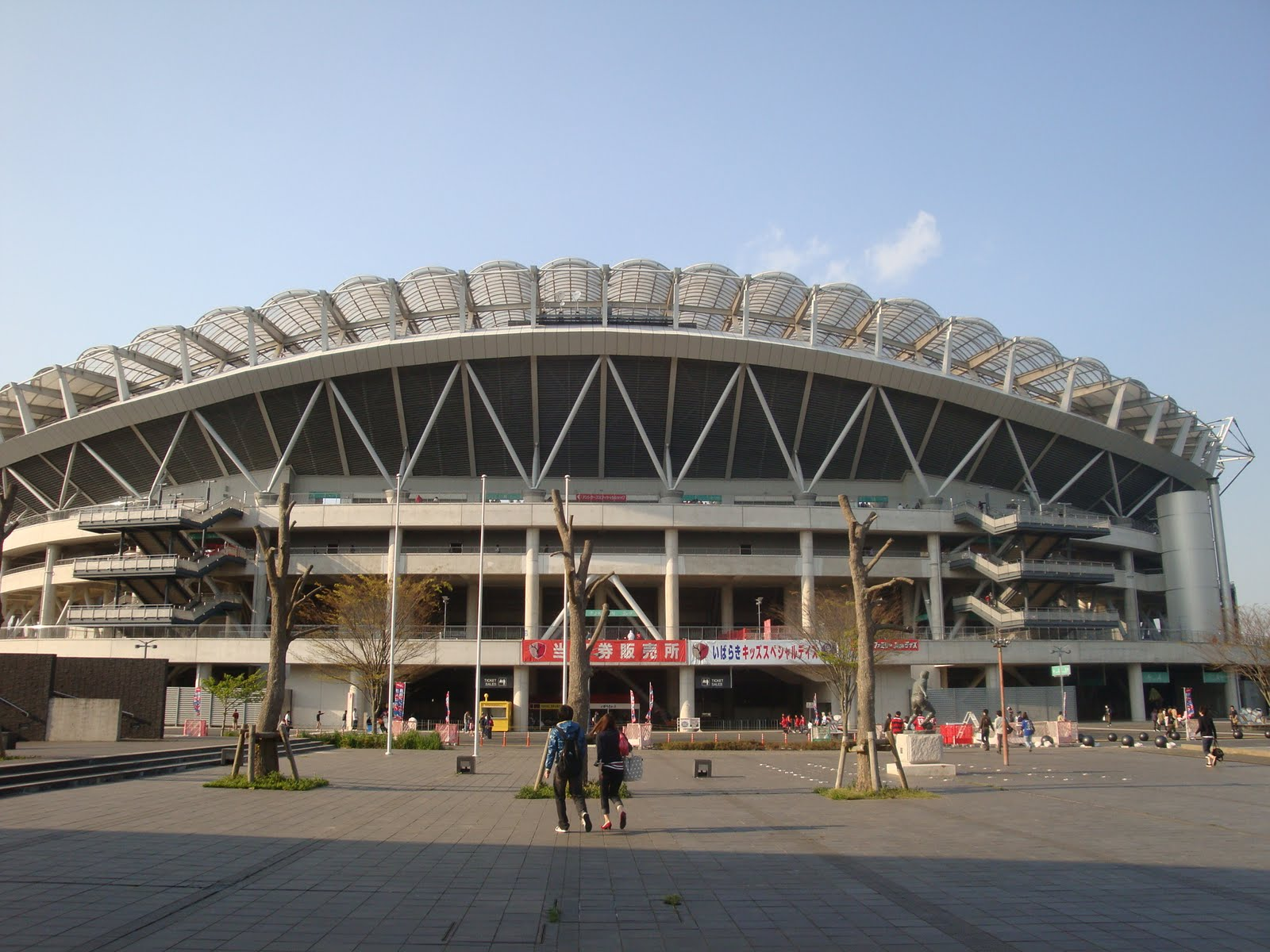
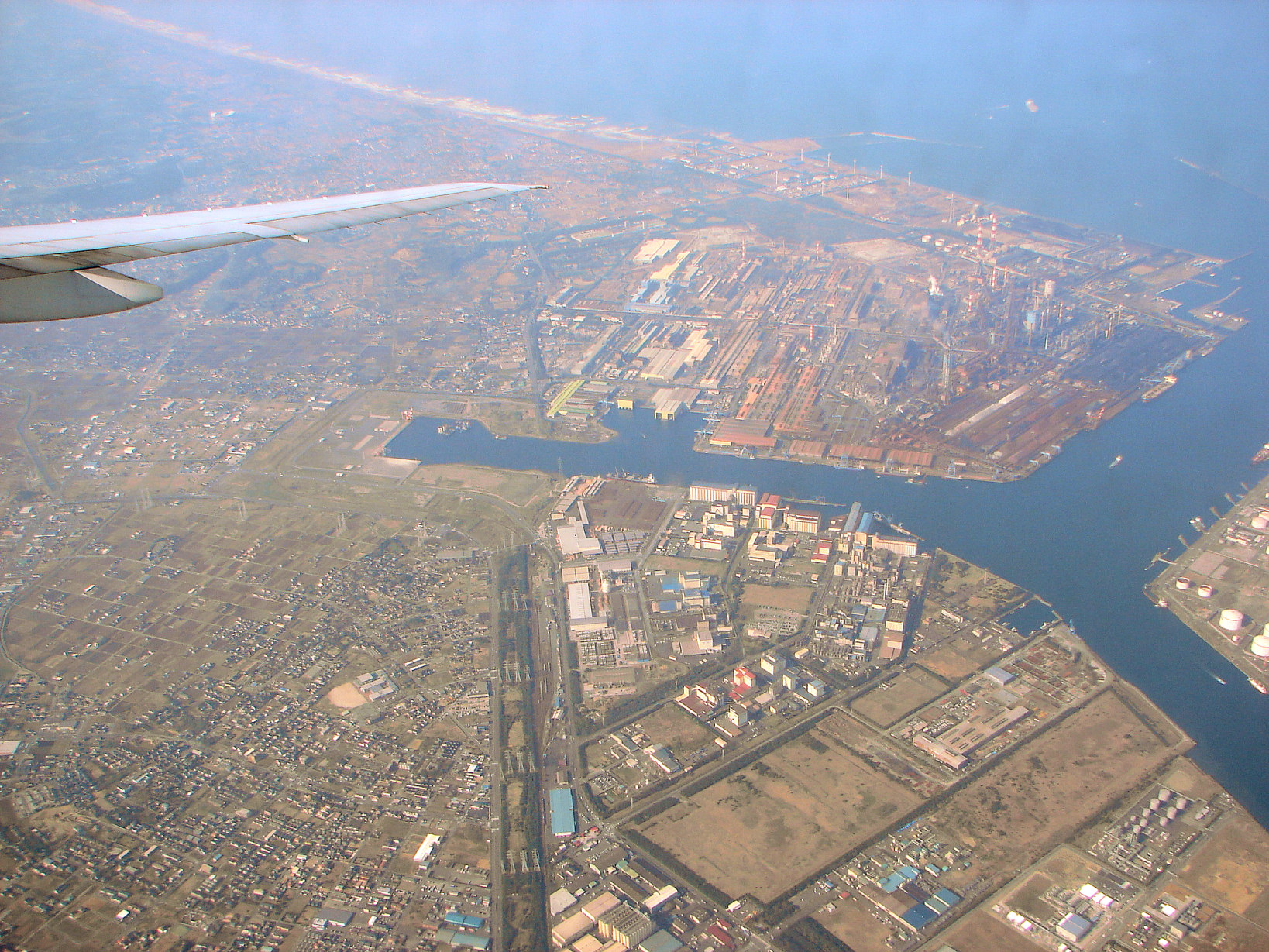

## أعلام
- هيتوشي سوغاهاتا
- ياسوتاكا نوموتو
- ريوتا ساساكي

## وصلات خارجية
- موقع بلدية كاشيما